# Ptinus grandjeani
Ptinus grandjeani là một loài bọ cánh cứng trong họ Ptinidae. Loài này được Pic miêu tả khoa học năm 1895.